# Brigitte Becue
Brigitte Becue (* 18. September 1972 in Ostende) ist eine ehemalige belgische Schwimmerin.
Sie konnte bei Welt- und Europameisterschaften zahlreiche Medaillen gewinnen und wurde in den Jahren 1993 und 1995 Europameisterin über 200 m Brust sowie 1995 Europameisterin über 100 m Brust.
In den Jahren 1994 und 1995 wurde sie zu Belgiens Sportlerin des Jahres gewählt.
In Ostende wurde 2021 das städtische Schwimmbad nach ihr benannt.